# Telamonia
Telamonia Thorell, 1887 è un genere di ragni appartenente alla famiglia Salticidae.

## Caratteristiche
Le specie sfoggiano colori vivaci, un'opistosoma slanciato e zampe piuttosto lunghe. Fra le specie e fra maschi e femmine appartenenti alla stessa specie vi è una spiccata variabilità cromatica: solo due strisce longitudinali lungo l'addome sono comuni e operano da tratto distintivo riguardo a generi consimili

## Habitat
Tutte le specie di questo genere prediligono la foresta pluviale

## Distribuzione
Le 39 specie oggi note di questo genere sono diffuse in diverse località dell'Asia e dell'Africa: ben 6 specie sono endemiche delle Filippine.

## Tassonomia

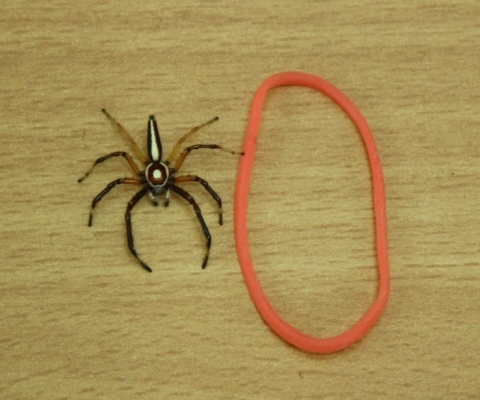
Telamonia dimidiata, maschio

Telamonia hasselti, maschio, disegno frontale

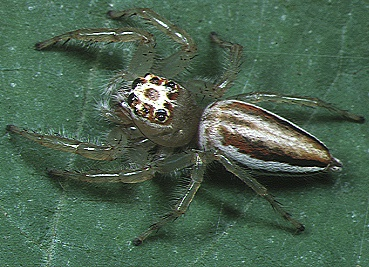
Telamonia vlijmi, femmina

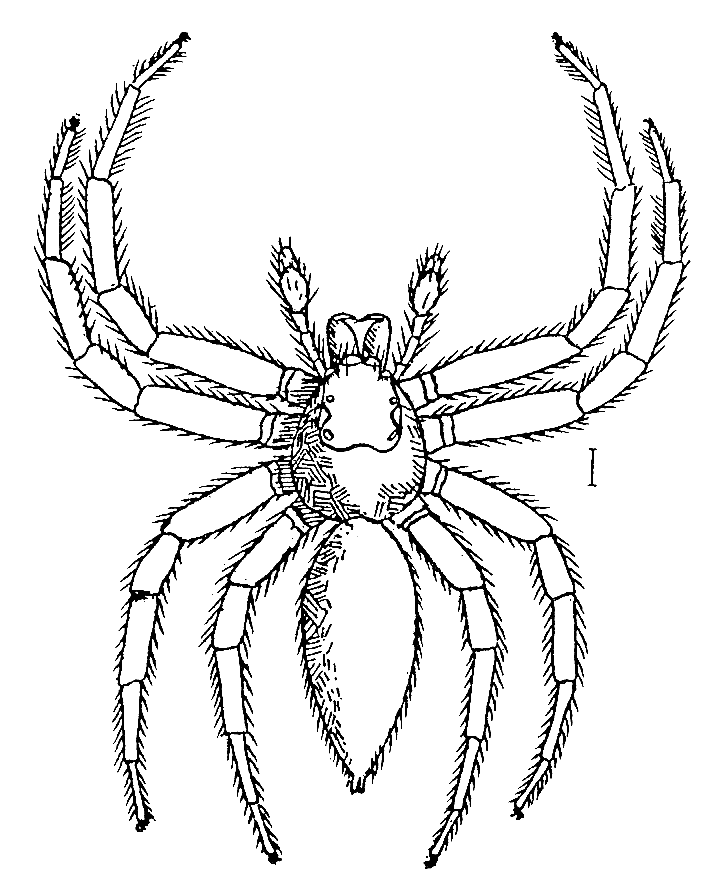
Telamonia hasselti, maschio, disegno anatomico

A dicembre 2010, si compone di 39 specie e due sottospecie:
1. Telamonia agapeta (Thorell, 1881) — Nuova Guinea
2. Telamonia annulipes Peckham & Peckham, 1907 — Borneo
3. Telamonia bombycina (Simon, 1902) — Borneo
4. Telamonia borreyi Berland & Millot, 1941 — Mali
  - Telamonia borreyi minor Berland & Millot, 1941 — Mali
5. Telamonia caprina (Simon, 1903) — Cina, Vietnam
6. Telamonia coeruleostriata (Doleschall, 1859) — Ambon (Arcipelago delle Molucche)
7. Telamonia comosissima (Simon, 1886) — Congo
8. Telamonia cristata Peckham & Peckham, 1907 — Filippine
9. Telamonia dimidiata (Simon, 1899) — India, Bhutan, Sumatra
10. Telamonia dissimilis Próchniewicz, 1990 — Bhutan
11. Telamonia elegans (Thorell, 1887) — Birmania, Vietnam, Indonesia
12. Telamonia festiva Thorell, 1887[3] — dalla Birmania a Giava
  - Telamonia festiva nigrina Simon, 1903 — Vietnam
13. Telamonia formosa (Simon, 1902) — Giava
14. Telamonia hasselti (Thorell, 1878) — dalla Birmania a Celebes
15. Telamonia jolensis (Simon, 1902) — Filippine
16. Telamonia laecta Próchniewicz, 1990 — Bhutan
17. Telamonia latruncula (Thorell, 1877) — Celebes
18. Telamonia leopoldi Roewer, 1938 — Nuova Guinea
19. Telamonia livida (Simon, 1902) — Filippine
20. Telamonia luteocincta (Thorell, 1891) — Malesia
21. Telamonia luxiensis Peng et al., 1998 — Cina
22. Telamonia mandibulata Hogg, 1915 — Nuova Guinea
23. Telamonia masinloc Barrion & Litsinger, 1995 — Filippine
24. Telamonia mundula (Thorell, 1877) — Celebes
25. Telamonia mustelina Simon, 1901 — Hong Kong
26. Telamonia parangfestiva Barrion & Litsinger, 1995 — Filippine
27. Telamonia peckhami Thorell, 1891 — Isole Nicobare
28. Telamonia prima Próchniewicz, 1990 — Bhutan
29. Telamonia resplendens Peckham & Peckham, 1907 — Borneo
30. Telamonia scalaris (Thorell, 1881) — Arcipelago delle Molucche
31. Telamonia setosa (Karsch, 1880) — Filippine
32. Telamonia sikkimensis (Tikader, 1967) — India
33. Telamonia sponsa (Simon, 1902) — Sri Lanka
34. Telamonia trabifera (Thorell, 1881) — Nuova Guinea
35. Telamonia trinotata Simon, 1903 — Guinea Equatoriale
36. Telamonia trochilus (Doleschall, 1859) — Giava
37. Telamonia vidua Hogg, 1915 — Nuova Guinea
38. Telamonia virgata Simon, 1903 — Gabon
39. Telamonia vlijmi Prószynski, 1984 — Cina, Corea, Giappone

### Specie trasferite
Ben 13 specie su 16 sono state trasferite al genere Phintella Strand, 1906, che mostra svariate affinità con Telamonia:
- Telamonia accentifera Simon, 1901; trasferita al genere Phintella.
- Telamonia aequipes Peckham & Peckham, 1903; trasferita al genere Phintella.
- Telamonia aequipes longirostris Lessert, 1925; trasferita al genere Phintella.
- Telamonia aequipes minor Lessert, 1925; trasferita al genere Phintella.
- Telamonia argenteola Simon, 1902; trasferita al genere Phintella.
- Telamonia bifurcilinea Bösenberg & Strand, 1906; trasferita al genere Phintella.
- Telamonia castriesiana (Grube, 1861); trasferita al genere Phintella.
- Telamonia clathrata (Thorell, 1895); trasferita al genere Phintella.
- Telamonia cylindrata (Karsch, 1879); trasferita al genere Helicius.
- Telamonia dives (Simon, 1899); trasferita al genere Phintella.
- Telamonia doreyana (Walckenaer, 1837); trasferita al genere Margaromma.
- Telamonia leucaspis Simon, 1903; trasferita al genere Phintella.
- Telamonia melloteei (Simon, 1888); trasferita al genere Phintella.
- Telamonia olorina Simon, 1901; trasferita al genere Cosmophasis.
- Telamonia suavis (Simon, 1885); trasferita al genere Phintella.
- Telamonia vittata (C. L. Koch, 1846); trasferita al genere Phintella.

### Nomen dubium
- Telamonia albonigra Franganillo, 1925; un esemplare, rinvenuto in Spagna, a seguito di un lavoro dell'aracnologo Roewer del 1955, è da considerarsi nomen dubium[2].